# Will You Dance (versión de Angela Aki)
«Will You Dance» es la tercera canción del sencillo HOME, es una versión de la canción del mismo nombre de Janis Ian, con la letra reescrita al japonés por Angela. La letra de la versión de Angela no se corresponde con la original de Janis.

## Información
Artista
Angela Aki
Canción
Will You Dance
Letra
Angela Aki/Janis Ian
Música
Janis Ian

## Desambiguación
Hay dos versiones de Will You Dance en su discografía de momento:
Will You Dance
Encontrada en el sencillo HOME como la tercera canción.
Will You Dance (My Keys 2006 in Budokan Live)
Encontrada en el DVD/Blu-ray disc Angela Aki MY KEYS 2006 in Budokan como la canción 2. Es una versión de solo piano.